# 中溝雄也
中溝 雄也（なかみぞ ゆうや、1989年6月14日 - ）は、神奈川県横浜市出身の元プロ野球選手（捕手）。現在は千葉ロッテマリーンズのブルペン捕手。

## 来歴
小学2年生の時、中山ヤンガースで野球を始める。
横浜市立中山中学校時代は軟式野球部に所属し、主将として活躍。また4年上には高校の先輩でもある加藤幹典が、2年上には大学でもバッテリーを組む加藤貴大の加藤兄弟も所属していた。
川和高校時代には、1年生秋よりレギュラーとして活躍する。3年生夏の第89回全国高等学校野球選手権大会では 横浜高校の俊足打者・髙濱卓也の盗塁を刺すなど活躍し、川和高校野球部の創部以来初となる神奈川県大会ベスト8進出に貢献した。
高校卒業後は、一般入試で明治学院大学に進学。合格翌日から練習に参加した同大学野球部では、元プロ野球選手でもある森山正義監督の徹底的なマンツーマン指導を受ける。パンチ力ある打撃と強肩を武器に1年生春季から1部リーグでもレギュラーとして活躍。チームの2部降格後も打線の主軸として活躍しベストナインを3度獲得する。

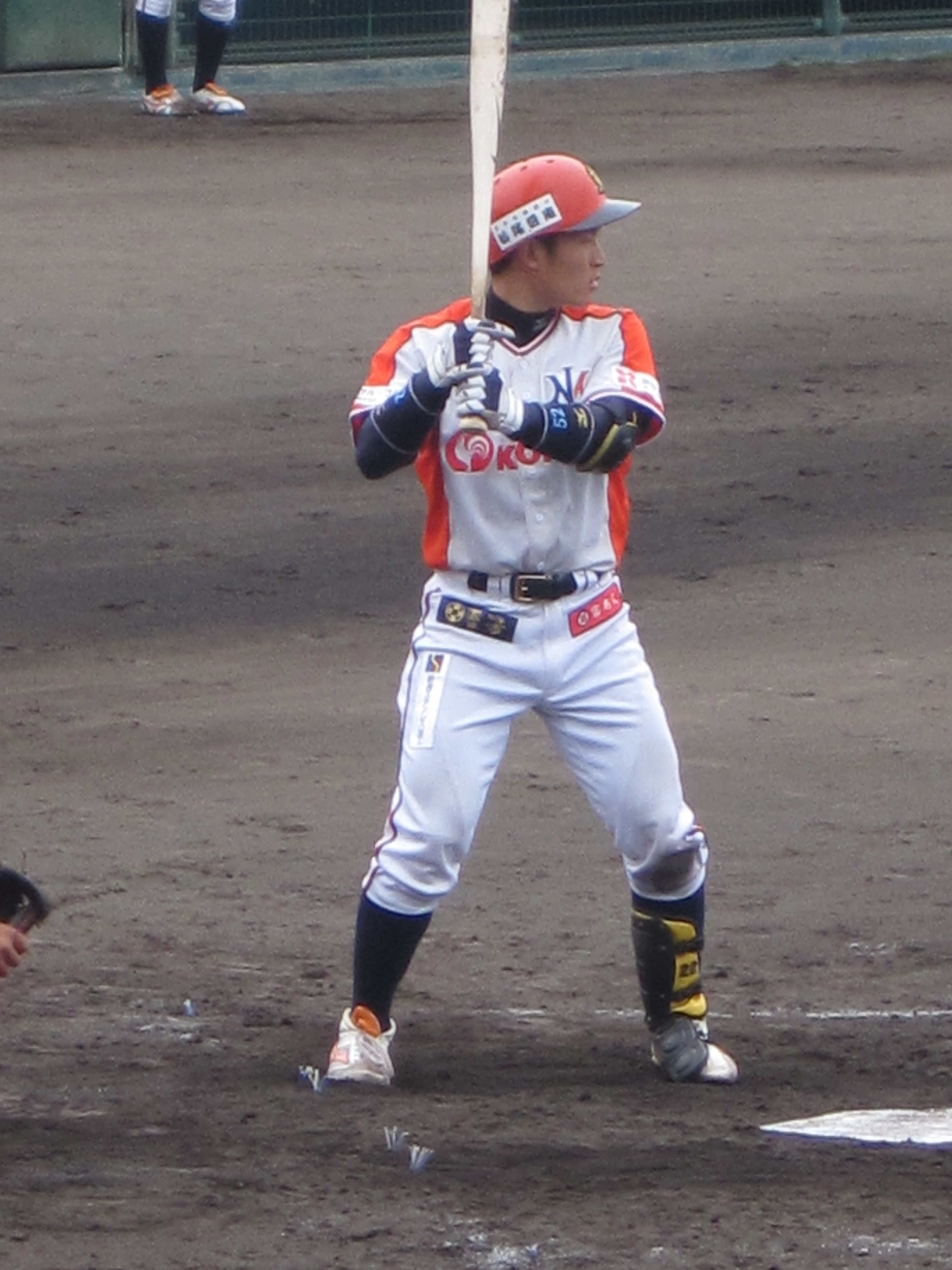
新潟アルビレックスBC時代
(2013年4月20日)

2011年12月9日、ベースボール・チャレンジ・リーグのドラフト会議において新潟アルビレックスBCに優先指名枠で指名される。
2013年11月27日に福井ミラクルエレファンツへの移籍が発表された。
2017年シーズン終了後、福井を退団（任意引退）。
現在は千葉ロッテマリーンズのブルペン捕手。

## 人物
ニックネームはゴッツ。兄弟は姉と妹がいる。趣味はぼのぼののイラストとコスプレ。特技は筋力トレーニングとピアノ弾き語り。特にピアノは幼少期に学び、中学校・高校時代には合唱コンクールの伴奏も務めた。
頻繁にTwitterの更新を行うが、大半の内容はイラストかコスプレの披露に限られている。

## 詳細情報

### 年度別打撃成績
| 年 度     | 球 団     | 試 合 | 打 数 | 得 点 | 安 打 | 二 塁 打 | 三 塁 打 | 本 塁 打 | 塁 打 | 打 点 | 盗 塁 | 犠 打 | 犠 飛 | 四 球 | 死 球 | 三 振 | 併 殺 打 | 打 率 | 出 塁 率 | 長 打 率 | O P S |
| --------- | --------- | ----- | ----- | ----- | ----- | -------- | -------- | -------- | ----- | ----- | ----- | ----- | ----- | ----- | ----- | ----- | -------- | ----- | -------- | -------- | ----- |
| 2012      | 新潟      | 13    | 20    | 0     | 3     | 1        | 0        | 0        | 5     | 1     | 0     | 2     | 0     | 1     | 1     | 2     | 0        | .150  | .227     | .200     | .427  |
| 2013      | 新潟      | 42    | 106   | 20    | 24    | 3        | 1        | 1        | 37    | 12    | 0     | 1     | 1     | 11    | 11    | 23    | 3        | .226  | .357     | .349     | .706  |
| 2014      | 福井      | 46    | 103   | 11    | 23    | 6        | 0        | 1        | 39    | 17    | 1     | 7     | 2     | 12    | 5     | 22    | 5        | .223  | .328     | .379     | .707  |
| 2015      | 福井      | 67    | 222   | 41    | 71    | 13       | 1        | 1        | 104   | 33    | 4     | 8     | 3     | 22    | 15    | 31    | 3        | .320  | .412     | .468     | .881  |
| 2016      | 福井      | 46    | 141   | 12    | 42    | 7        | 0        | 2        | 64    | 19    | 2     | 2     | 0     | 8     | 9     | 20    | 5        | .298  | .373     | .454     | .827  |
| 2017      | 福井      | 31    | 86    | 13    | 18    | 3        | 0        | 3        | 34    | 9     | 0     | 2     | 0     | 10    | 9     | 17    | 2        | .209  | .352     | .395     | .747  |
| 通算：6年 | 通算：6年 | 245   | 678   | 97    | 181   | 33       | 1        | 8        | 283   | 91    | 7     | 22    | 6     | 64    | 50    | 115   | 18       | .     | .        | .        | .     |

### 背番号
- 52（2012年 - 2017年）
- 111（2018年 - ）